# Manuela Malasaña
Manuela Malasaña – stacja metra w Madrycie, na linii 12. Znajduje się w Móstoles i zlokalizowana jest pomiędzy stacjami Hospital de Móstoles i Loranca. Została otwarta 11 kwietnia 2003 roku.